# Булгаков, Сергей Николаевич
Серге́й (Сергий) Никола́евич Булга́ков (16 [28] июля 1871, Ливны, Орловская губерния — 13 июля 1944, Париж) — русский религиозный философ, богослов, православный священник, экономист. Один из основателей и профессор Свято-Сергиевского богословского института в Париже.
Наиболее известен своим учением о Софии Премудрости Божьей, которое получило неоднозначные оценки, в частности, было осуждено Московской патриархией в 1935 году, но без обвинения автора в ереси, а также Русской зарубежной церковью — уже как ересь.

## Биография
Родился в семье сельского священника. Окончил Ливенское духовное училище (1884), учился в Орловской Духовной семинарии до 1888 года. В 1888 году, потеряв веру, совершил попытку самоубийства. Перешёл в 7-й класс Елецкой классической гимназии (среди учителей — В. В. Розанов).
В юности увлекался марксизмом, встречался с Карлом Каутским, Августом Бебелем, Виктором Адлером, Георгием Плехановым. В 90-е годы XIX века — представитель легального марксизма.
В 1894 году окончил юридический факультет Московского университета, оставлен по рекомендации профессора А. И. Чупрова при кафедре политической экономии статистики для подготовки к профессорскому званию. Начал преподавать политическую экономию в Императорском Московском техническом училище (1895).
В 1898 году женился на Елене Ивановне Токмаковой — дочери владельца усадьбы Олеиз в Крыму, И. Ф. Токмакова. Получив стипендию для двухлетней стажировки на Западе, выехал с ней в Германию, где проверял результаты своих исследований в личном общении с представителями германской социал-демократии; результатом его научных изысканий стала двухтомная работа «Капитализм и земледелие» (1900). Диссертация, первоначально предполагавшаяся к защите как докторская, не получила наивысшей оценки Учёного совета Московского университета и была защищена как магистерская.
В начале 1901 года переехал в Киев, назначен экстраординарным профессором Киевского политехнического института и приват-доцентом Киевского университета Святого Владимира.
Под влиянием философии Канта возвратился к идеализму и осознанию исторической роли ценностей добра и красоты. Поэтому философия Владимира Соловьёва, делающая жизненное начало христианства организующим принципом общественного творчества, стала для Булгакова последним словом мировой философской мысли, её высшим синтезом. Отдельные этапы философского развития Булгакова представлены в виде 10 статей его сборника «От марксизма к идеализму» (СПб., 1903).

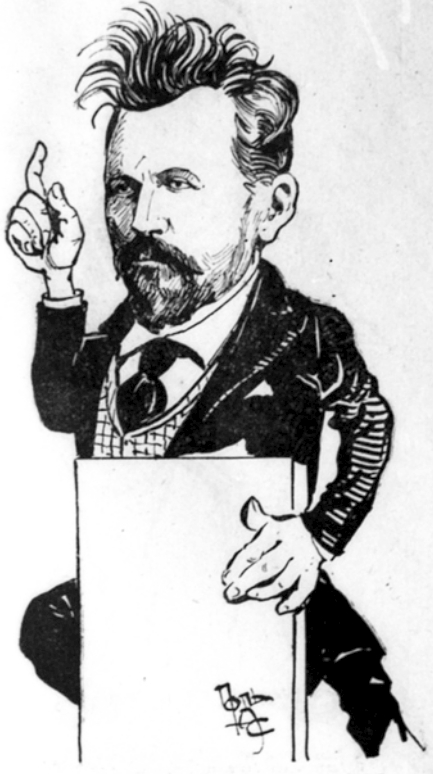
Карикатура на депутата Государственной Думы С. Н. Булгакова. 1907 год.

С 1904 года — один из создателей и член Совета Союза освобождения.
В 1905 году пытался создать «Союз христианской политики», сотрудничал с Христианским братством борьбы.
В 1906 году редактор киевской газеты «Народ». После её закрытия вернулся из Киева в Москву. Преподавал в Московском университете (приват-доцент по кафедре политической экономии и статистики юридического факультета, а также профессор Московского коммерческого института (до 1918 года). В этом же году избран депутатом II Государственной думы от Орловской губернии как беспартийный «христианский социалист».
С 1905 года председатель и 1907 года член совета Московского религиозно-философского общества памяти Вл. Соловьёва.
В 1911 году покинул университет в числе большой группы либерально настроенных университетских преподавателей в знак протеста против политики Министра народного просвещения Л. А. Кассо (см. Дело Кассо).
Последующие годы — период наибольшей общественной и публицистической активности философа. Участвует во множестве начинаний, знаменующих собой религиозно-философское возрождение в журнале «Новый путь» и «Вопросы жизни», сборнике «Вопросы религии», «О Владимире Соловьёве», «О религии Льва Толстого», «Проблемы идеализма» (1902), «Вехи» (1909), в работе «Религия философского общества памяти Владимира Соловьёва» и книгоиздательства «Путь», где в 1911—1917 годах выходили в свет важнейшие произведения русской религиозной мысли. В творчестве его в этот период совершается переход от лекций и статей на темы религии и культуры (важнейшие из них были им собраны в двухтомник «Два града», 1911) к оригинальным философским разработкам.
В 1911 году был избран товарищем председателя Общества имени А. И. Чупрова для разработки общественных наук, член Комиссии по церковному праву при Московском юридическом обществе.
С 1912 года статский советник.
В 1913 году защитил в Московском университете докторскую диссертацию по политической экономии «Философия хозяйства», в которой рассматривал христианство как универсальный процесс, субъектом которого является София — мировая душа, творящая природа, идеальное человечество. Избран ординарным профессором политической экономии Московского университета.
В 1917 году делегат Всероссийского съезда духовенства и мирян, член Всероссийского Поместного Собора Православной Российской Церкви, участвовал в 1-2-й сессиях, член Религиозно-просветительного совещания при Соборном совете, Комиссии по ознакомлению с финансовым положением Собора и VI, VII, IX, XX отделов, автор Патриаршего послания о вступлении на престол. С декабря 1917 года член Высшего Церковного Совета.
В июне 1918 года рукоположён во диакона, а затем и в священника. Восприняв безусловно отрицательно Октябрьскую революцию, откликнулся на неё диалогами «На пиру богов», написанными в стиле и духе «Трёх разговоров» Владимира Соловьёва; диалоги вошли в коллективный сборник «Из глубины» (1918; 2-е изд. — М., 1991).
В июле 1918 года покинул Москву, уехав сначала в Киев, а затем в Крым, в Кореиз, где находилась жена и дети (Мария, Фёдор, Сергей). В 1919—1920 годах член Таврического епархиального собора в Симферополе, профессор политической экономии и богословия Таврического университета в Симферополе. В написанных тогда сочинениях «Философия имени» (1920, изд. 1953) и «Трагедия философии» (1920, изд. в нём. пер. 1928) он подверг пересмотру свой взгляд на соотношение философии и догматики христианства, придя к выводу о том, что христианское умозрение способно выразиться без искажений исключительно в форме догматического богословия. Уволен из университета после прихода в Крым большевиков.
С 1921 года протоиерей, помощник настоятеля собора святого Александра Невского в Ялте. В сентябре 1922 года был арестован по обвинению в политической неблагонадёжности.

### Эмиграция
В 1922 году был включён в составленные ГПУ по инициативе В. И. Ленина списки деятелей науки и культуры, подлежащих высылке за рубеж. 30 декабря 1922 года был выслан в Константинополь в составе так называемого «философского парохода» без права возвращения в РСФСР. После недолгого пребывания в Константинополе прибыл в Прагу (Чехословакия). В мае 1923 года, по благословению митрополита Евлогия, служил в пражском Свято-Николаевском соборе и занял должность профессора по кафедре церковного права и богословия на юридическом факультете Русского научного института.
Уделял большое внимание духовному руководству русской молодёжью и участию в экуменическом движении. Основатель и руководитель созданного по благословению Патриарха Тихона Братства св. Софии, организатор и участник съездов Русского студенческого христианского движения. Он участвовал в его зарождении, в первых съездах РСХД в Пршерове (Чехословакия) и Аржероне (Франция) и продолжал постоянно его курировать, оставаясь для членов Движения наставником и авторитетом.

### Парижский период
В июле 1925 года переехал в Париж, член Комитета по сооружению Сергиевского подворья, помощник его наместника. При его активном участии возник и был успешно осуществлён проект создания Православного богословского института, в котором работал до своей кончины: профессор кафедры догматического богословия (1925), инспектор (1931), декан (1940). Доктор церковной истории (honoris causa; 1943). Читал курсы «Священное Писание Ветхого Завета» и «Догматическое богословие». В работу экуменического движения включился в 1927 году на Всемирной христианской конференции «Вера и церковное устройство» в Лозанне. До конца 1930-х гг. он принял участие во многих экуменических начинаниях, став одним из влиятельных деятелей и идеологов движения; в 1934 году он совершил большую поездку по США. Наиболее перспективным направлением в экуменической сфере оказалось сотрудничество с Англиканской церковью. В конце 1927 — начале 1928 года прошёл англо-русский религиозный съезд, результатом которого стало учреждение двухстороннего Содружества святого Албания и преподобного Сергия Радонежского.

### Последние годы, смерть
В 1939 году у Булгакова был обнаружен рак горла. Он перенёс операцию, после которой научился говорить  без голосовых связок. Служил ранние литургии в приделе во имя Успения Божией Матери, продолжал читать лекции по догматическому богословию, осуществлять свои пастырские заботы и писать. Хотя начавшаяся Вторая мировая война ограничила Булгакова, он не прекращал работать над новыми сочинениями и совершать богослужения. В 1943 году награждён митрой.
В оккупированном Париже написал труд «Расизм и христианство», развенчивающий идеологию фашизма. Последнюю свою книгу «Апокалипсис Иоанна» закончил незадолго до смерти. В ночь с 5 на 6 июня 1944 года случился удар, после которого он в течение сорока дней пребывал в бессознательном состоянии. Скончался 13 июля 1944 года. Похоронен на кладбище Сент-Женевьев-де-Буа под Парижем.

## Критический обзор
К области политической экономии в тесном смысле относятся главным образом следующие его работы:
- «О рынках при капиталистическом производстве» (1897);
- «Что такое трудовая ценность» («Сборник правоведения и общественных знаний», т. VI);
- «Классическая школа и историческое направление в политической экономии» («Новое Слово», окт., 1897);
- «К вопросу об эволюции земледелия» («Начало», I—III, 1899);
- «Ралохойнский эксперимент» («Мир Божий (журнал)», 1900, февраль).

- «Капитализм и земледелие», 1900.

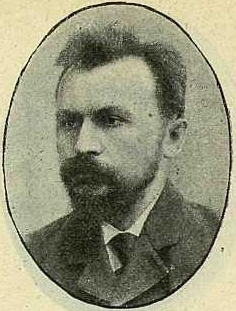
С. Н. Булгаков, 1907 год.

Булгаков осуждает основное воззрение политической экономии начала XX века, по которому рост материальных потребностей является коренным принципом нормального экономического развития. Он признаёт экономический прогресс необходимым условием духовного преуспеяния, но предостерегает от наклонности заменять прогресс общечеловеческий и общекультурный одним лишь прогрессом экономическим. Нравственный материализм и духовная буржуазность, погубившие некогда римскую цивилизацию, — болезнь современного европейского общества. Неспособность удовлетвориться нарастанием внешних материальных благ и примириться с укоренившимися формами общественной неправды, стремление к общечеловеческим идеалам, ненасытную потребность сознательной и действенной религиозной веры Булгаков признаёт самыми характерными и самыми счастливыми особенностями русского духа. Это всё крепнущее убеждение его раскрывается во всех его публичных лекциях и в последней статье: «Карлейль и Толстой» («Новый Путь», декабрь, 1904). Являясь по своим философским убеждениям прямым учеником Владимира Соловьёва, Булгаков, однако, относится критически к его церковно-политической и экономической программе.
Булгаков прошёл длинный путь «от марксизма к идеализму» и с большою искренностью воспроизвёл перед читателями и слушателями все моменты своих философских исканий. В обширной своей диссертации, двухтомнике «Капитализм и земледелие» он поставил под вопрос действие закона концентрации производства в сельском хозяйстве, рассмотрел преимущества мелкого крестьянского хозяйства перед крупным, проанализировал причины устойчивости семейных хозяйств, выступил с распределительной версией источника земельной ренты. Он задался целью показать на истории аграрной эволюции всеобщую приложимость марксовского закона концентрации производства, но, не насилуя своих убеждений, пришёл к выводам прямо противоположным. Экономическая схема Маркса оказалась не соответствующей исторической действительности, а связанная с нею позитивная теория общественного прогресса — не способной питать неискоренимую веру человека в историческое оправдание добра. После безуспешных попыток использовать в интересах марксизма гносеологические заветы Канта, Булгаков остановился на мысли, что прочное обоснование руководящих начал личной и общественной жизни возможно только путём выработки безусловных мерил в вопросах блага, истины и красоты. Позитивная наука своей теорией прогресса хочет поглотить и метафизику, и религиозную веру, но, оставляя нас относительно будущих судеб человечества в полной неизвестности, даёт нам лишь догматическое богословие атеизма. Миропонимание механическое, всё подчиняя фатальной необходимости, в конечной инстанции оказывается покоящимся на вере. Марксизм, как самая яркая разновидность религии прогресса, воодушевлял своих сторонников верой в близкий и закономерный приход обновлённого общественного строя; он был силён не научными, а утопическими своими элементами и Булгаков пришёл к убеждению, что прогресс является не эмпирическим законом исторического развития, а задачей нравственной, абсолютным религиозным долженствованием. Социальная борьба представляется ему не столкновением лишь враждебных классовых интересов, а осуществлением и развитием нравственной идеи. Бытие не может обосновать долженствования; идеал не может вытекать из действительности. Учение о классовом эгоизме и классовой солидарности запечатлено, по убеждению Булгакова, характером поверхностного гедонизма. С нравственной точки зрения борющиеся из-за житейских благ партии вполне равноценны, поскольку ими руководит не религиозный энтузиазм, не искание безусловного и непреходящего смысла жизни, а обыденное себялюбие. Эвдаймонистический идеал прогресса, в качестве масштаба при оценке исторического развития, приводит, по мнению Булгакова, к противонравственным выводам, к признанию страдающих поколений лишь мостом к грядущему блаженству потомков.
Творчество отца Сергия начиналось с публицистики, статей на экономические, культурно-общественные, и религиозно-философские темы. Помимо начального этапа, публицистика выходила на первый план в критические моменты жизни страны: Революция 1905—1907 годов в России, начало первой мировой войны, 1917 г. Целый ряд существенных тем булгаковской мысли остался развит почти исключительно в данной форме: религия и культура, христианство, политика и социализм, задачи общественности, путь русской интеллигенции, проблемы церковной жизни, проблемы искусства… Булгаков не просто участник знаменитых «Вех», но и один из главных выразителей «веховства» как идейного движения, призвавшего интеллигенцию к отрезвлению, отходу от стадной морали, утопизма, оголтелого революционерства в пользу работы духовного осмысления и конструктивной социальной позиции. В этот же период он разрабатывает идеи социалистического христианства, в широком спектре, включающем анализ христианского отношения к экономике и политике (с апологией социализма, постепенно шедшей на убыль), критику марксизма, но равно и буржуазно-капиталистической идеологии, проекты «партии христианской политики», отклики на злобу дня (с позиций христианского либерально-консервативного центризма) и прочее. Особое русло составляет тема России, разрешаемая, вслед за Достоевским и Соловьёвым, на путях христианской историософии. Мысль Булгакова тесно слита с судьбой страны, и, вслед за трагическими перипетиями этой судьбы, его взгляды сильно меняются. Начало первой мировой войны отмечено славянофильскими статьями, полными веры во всемирное призвание и великое будущее державы. Но уже вскоре, в диалогах «На пиру богов» и других текстах революционного периода, судьба России рисуется в ключе апокалиптики и тревожной непредсказуемости, с отказом от всяких рецептов и прогнозов: краткое время Булгаков считал, что католичество лучше православия сумело бы помешать процессам раскола и разложения, подготовившим катастрофу нации (диалоги «У стен Херсониса», 1922, опубл.: «Символ», 1991, № 25). В поздний период занимался созданием христианской экономической теории, в его публицистике остаются, в основном, лишь церковные и религиозно-культурные темы.

## Собственное философское учение

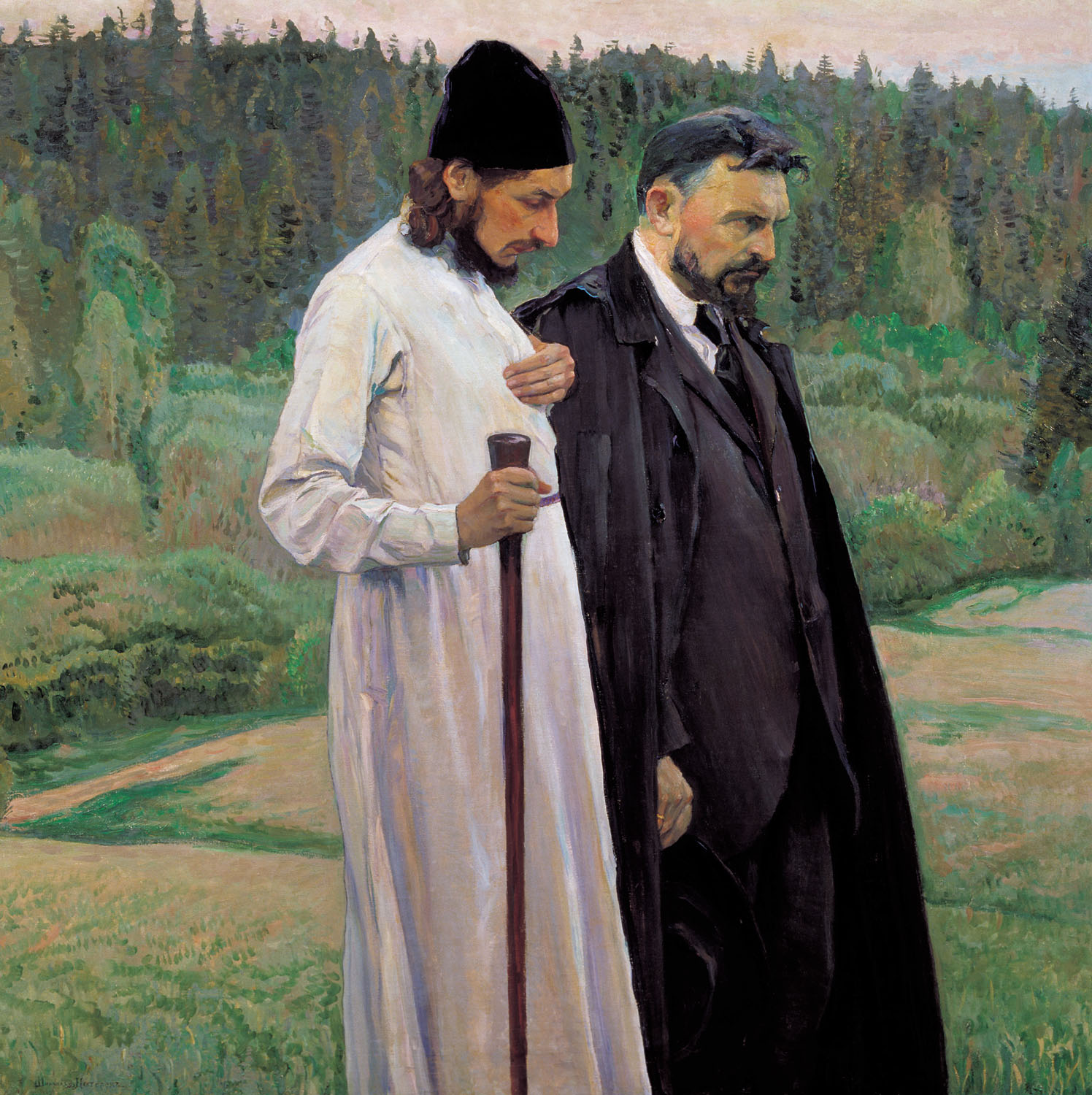
Павел Флоренский и Сергей Булгаков. Картина «Философы» художника Михаила Нестерова. 1917. (ГТГ)

На рубеже XIX—XX веков Сергей Булгаков разочаровался в марксизме, поскольку счёл его неспособным ответить на глубинные религиозные запросы человеческой личности и коренным образом изменить её. Он возвратился к христианству зрелым человеком, пройдя искушение иными возможностями спасения. Его личный духовный путь стал знаковым для духовного пути России, демонстрируя возможность ухода от нависшей над страной катастрофы. В 1905 году в дни первой русской революции Булгаков написал статью «Героизм и подвижничество», в которой сказал о «двух путях» русской интеллигенции. Героизм — путь, которым идёт большинство. Это попытка изменить общество внешними средствами, сменив один класс другим, с применением насилия и террора и с полным пренебрежением к духовному и нравственному содержанию собственной личности. Подвижничество — иной путь, предполагающий, прежде всего, изменение, преображение собственной личности, «ибо из сердца, — по слову Евангелия, — исходят злые мысли, убийства, прелюбодеяния, блудодеяния, кражи, лжесвидетельства, хулы. Это оскверняет человека…» (Мф. 15,19). Этот путь требует подвига не внешнего, а внутреннего. Булгаков предупреждает, что путь героизма ведёт Россию к кровавой трагедии.
Своим богословием отец Сергий вызвал обвинения со стороны московской и карловацкой юрисдикций православной церкви. Конфликт имел как политические, так и собственно богословские причины. Церковно-политический фон конфликта выражался в противостоянии карловацкой (промонархической) и московской (находящейся под тягчайшим давлением Сталина) церквей свободной «евлогианской» церкви, которая с 1931 года подчинялась Константинопольскому патриархату. В сфере богословия дал о себе знать страх перед постановкой новых богословских вопросов. В 1935 году учение Булгакова было осуждено в указах Московской патриархии, а в 1937-м также зарубежного Архиерейского собора в Карловцах. Однако комиссия профессоров Свято-Сергиевского института и епархиальная комиссия (1936), созванная митрополитом Евлогием, отвергли все обвинения в ереси.

### Софиология
Полемизируя с традицией немецкого идеализма, Булгаков отказывается рассматривать разум и мышление в качестве высшего начала, наделённого исключительной прерогативой связи с Богом. Оправдание мира предполагает т. о. оправдание материи, и тип своего философского мировоззрения Булгаков иногда определял взятым у Владимира Соловьёва сочетанием «религиозный материализм». Мысль отца Сергия развивалась «снизу», от экономической проблематики и философского учения о хозяйстве («Философия хозяйства») к общему учению о материи и о мире, и, наконец, к развёрнутой богословской системе, дающей окончательное решение исходной задачи: укореняющей мир в Боге и вместе с тем прямо следующей христианскому откровению и догматике.
Булгаков говорит, что Бог сотворил мир из Своего собственного существа, вне Себя положенного. Здесь о. Сергий прибегает к библейскому понятию Софии — премудрости Божией, которая тождественна природе, усии Божией. И эта София Божественная, положенная вне Себя творческим актом Божьим, становится Софией тварной и есть основа тварного мира. Её тварность заключается в её положении во время и становление. София тварная проявлена в потенциях бытия, которые как семена, посеянные в землю, должны прорасти, но возможность их прорастания и качество роста впрямую связаны с самоопределением и деятельностью человека — ипостаси Софии тварной. «Земля» и «мать» ключевые определения материи у Булгакова, выражающие её зачинающую и родящую силу, её плодотворность и плодоносность. Земля «насыщена безграничными возможностями»; она есть «всематерия, ибо в ней потенциально заключено все» (Свет Невечерний. М., 1917, с. 240—241). Хотя и после Бога, по Его воле, но материя есть также творческое начало. Земля-мать не просто рождает, изводит из своих недр все сущее. На вершине своего рождающего и творческого усилия, в его предельном напряжении и предельной чистоте, она потенциально является «Богоземлей» и Богоматерью. Из недр её происходит Мария и земля становится готовою приять Логоса и родить Богочеловека. Земля становится Богородицей и только в этом истинный апофеоз материи, взлёт и увенчание её творческого усилия. Здесь ключ ко всему «религиозному материализму» Булгакова.
Булгаков исследует философские основы языка и в другой книге того же периода «Философии имени», посвящённой апологии имяславия и родственной аналогичным апологиям Флоренского и Лосева. Из соответствия выводится классификация философских систем, позволяющая увидеть в их главных видах различные монистические искажения догмата троичности, который исключает монизм и требует полного равноправия, единосущия трёх начал, соединённых в элементарном высказывании («Я есмь сущий») и понятых как начала онтологические. В итоге история философии предстаёт как история особого рода тринитарных ересей. Булгаков делает вывод, что адекватное выражение христианской истины принципиально недоступно для философии и достижимо лишь в форме догматического богословия.
В отличие от софиологии Соловьёва и Флоренского, где София Премудрость Божия есть начало, посредствующее меж Богом и миром, «мир в Боге», предвечно сущее в Боге собрание идеальных первообразов всего сущего, София в изложении Булгакова не есть начало, наряду с Богом, а есть сама природа Божья, Усия, Сущность Триединого Бога: «Божественная София есть … природа Божия, усия, понимаемая … как раскрывающееся содержание, как Всеединство» (Агнец Божий, с. 125). Таким образом, она не является четвёртой ипостасью, в чём обвиняли о. Сергия, и в то же время, может быть отождествлена с каждой из ипостасей Святой Троицы, потому что она и есть единая природа Божья, жизнь Пресвятой Троицы. София может быть отождествлена с Логосом, поскольку она есть Премудрость; она может быть отождествлена с Духом Святым, поскольку она есть Слава и Красота Божья, она может быть отнесена к Отцу, поскольку она есть мир Божий. Но София не является ипостасью, Лицом, хотя насквозь личностна, пронизана лучами Святой Троицы. По аналогии с миром Божьим создан и мир тварный: он так же имеет природу, Софию тварную и ипостась, Адама, многоединую человеческую личность, которая была создана по образу Божьему.

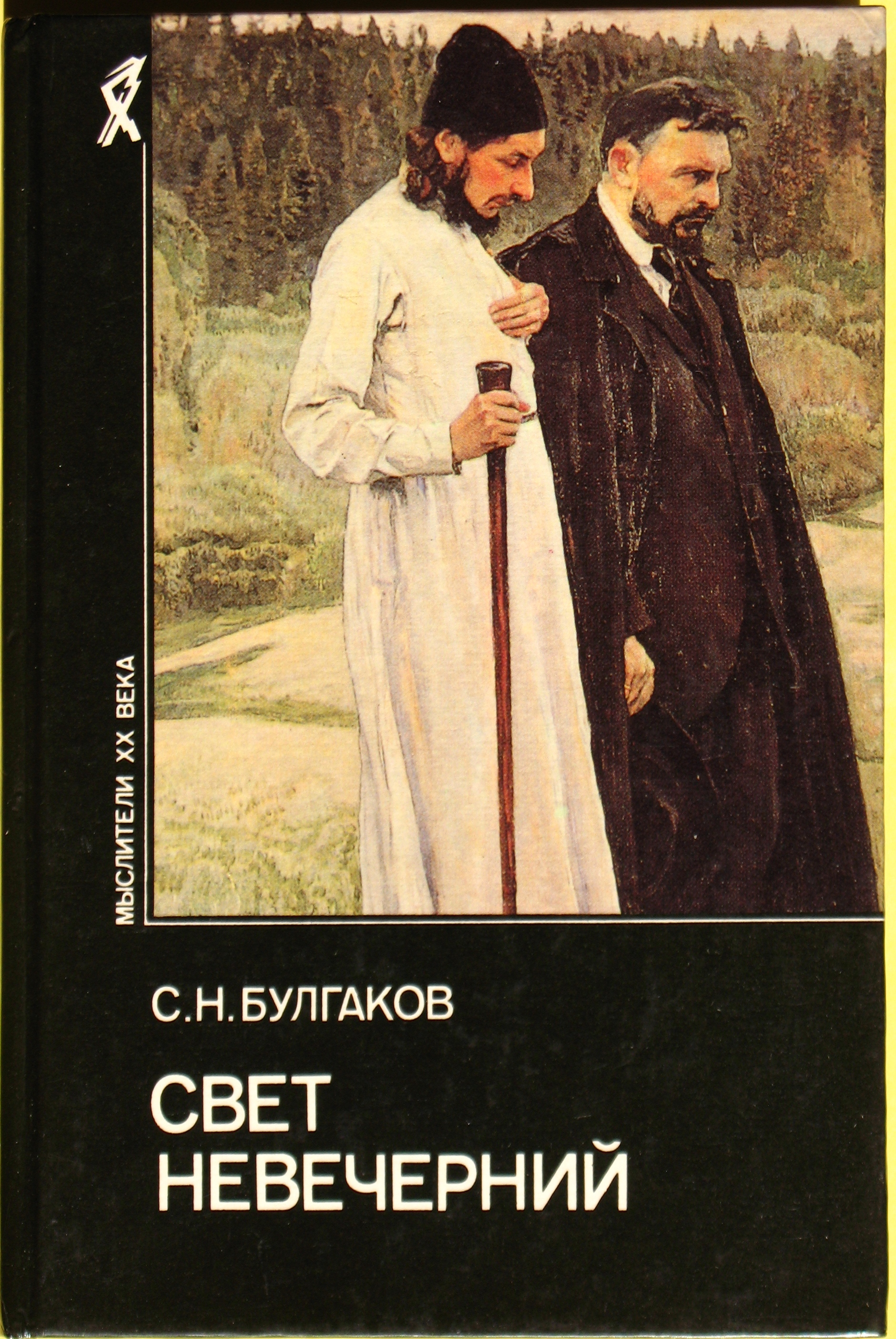
«Свет невечерний»

Ключевым понятием в богословии о. Сергия является Богочеловечество Христово и наше богочеловечество. Для о. Сергия принципиально важным становится раскрытие Халкидонского догмата через положительное соотношение двух природ во Христе, которое основывается на тождественности Софии Божественной и тварной: «Будучи тождественны по основанию, они различны по способу своего бытия», — пишет он. Положительное соотношение природ во Христе открывает и перед человеком путь обожения.
В согласии с концепцией Богочеловечества она развивает учение о мировом процессе, который во всей целокупности, от акта творения, через пребывание в падшести и до финального Преображения, представляется как «Богочеловеческий процесс», воссоединение твари с Богом. Раньше и полнее всего у Булгакова развито учение о хозяйстве, в сферу которого включается и экономическая, и научно-техническая деятельность человека. Отражая двойственную природу падшего бытия, хозяйство совмещает в себе свободной творческий «труд познавания и действия», в котором раскрывается софийность мира, и «рабство ничто», служение рождённой падением природной необходимости. Важное место в Богочеловеческом процессе принадлежит искусству. Булгаков трактует его как способность увидеть и показать софийность мира, ибо одно из главных имён Софии Красота. Но как все в падшем бытии, искусство несёт и печать ущербности: оно стремится и не может стать теургией, действенным преображением мира. Аналогично анализируются феномены пола, творчества, власти и другие: Булгаков усматривает всюду как софийное, благое начало, так и печать падшести, небытия. В последние годы сюда присоединяется анализ «последних вещей», смерти (Софиология смерти // Вестн. РСХД. 1978, № 127; 1979, № 128) и конца мира (эсхатология «Невесты Агнца»).
Рассматривая мир под знаком динамики, процесса, учение Булгакова о мире представляется в целом как теология истории, где в центре находится София как Церковь, поскольку «Церковь действует в истории как творящая сила» (Невеста Агнца, с. 362), и Богочеловеческий процесс может быть понят как становление всего мироздания Церковью. В общем же своём типе и облике, в ряде ведущих мотивов и идей его система напоминает большие теологические системы современного западного христианства, сближаясь с учениями Тейяра де Шардена и, несколько меньше, Тиллиха.
Учение Булгакова о Софии-Премудрости Божией критиковали митрополит Антоний (Храповицкий) в 1924 году и Архиерейский Синод Карловацкого Собора в 1927 году за учетверение Троичности Бога. В 1935 году софиологию признал ересью Архиерейский Собор РПЦЗ и осудила Московская Патриархия. В 1937 году Совещание епископов Православных Русских Церквей в Западной Европе не нашло в ней признаков ереси, но обвинило Булгакова в аполлинаризме и неуважительном отношении к святым отцам.

## Оценки и наследие
По воспоминаниям архиепископа Нафанаила (Львова): «Однажды при митрополите Антонии [Храповицком] зашёл разговор об о. Сергии Булгакове. Всё окружение митр. Антония относились к о. Сергию отрицательно. Но владыка Антоний сказал и мне о нём: „Несчастный отец Сергий, несчастный отец Сергий. Ведь это очень умный человек, один из самых умных на свете. Он понимает многие вещи, которые понятны только очень немногим. А это страшно гордит. Трудно не возгордиться, если ты знаешь, что вот это тебе ясно и совершенно понятно, а никто кругом понять этого не может. Это сознание возносит и гордит. Только Божия благодать, привлекаемая смирением, которого у о. Сергия по-видимому не хватило, только она может защитить душу от такой гордости“».

## Избранная библиография
- Иван Карамазов (в романе Достоевского «Братья Карамазовы») как философский тип (Публичная лекция, Киев 21 ноября 1901 г.)
- Основные проблемы теории прогресса (Статья в сборнике «Проблемы идеализма», Москва, 1902)
- От марксизма к идеализму. — М., 1903—318 с.
  - О закономерности социальных явлений // От марксизма к идеализму, М., 1903 — С. 1-34
  - Закон причинности и свобода человеческих действий // От марксизма к идеализму, М., 1903 — С. 35-52
  - Хозяйство и право // От марксизма к идеализму, М., 1903 — С. 53-82
  - Иван Карамазов (в романе Достоевского «Братья Карамазовы») как философский тип // От марксизма к идеализму, М., 1903 — С. 83-112
  - Основные проблемы теории прогресса // От марксизма к идеализму, М., 1903 — С. 113—160
  - Душевная драма Герцена // От марксизма к идеализму, М., 1903 — С. 161—194
  - Что даёт современному сознанию философия Владимира Соловьёва? // От марксизма к идеализму, М., 1903 — С. 195—262
  - Об экономическом идеале // От марксизма к идеализму, М., 1903 — С. 263—287
  - О социальном идеале // От марксизма к идеализму, М., 1903 — С. 288—316
  - Задачи политической экономии // От марксизма к идеализму, М., 1903 — С. 288—316
- Догматическое богословие (рецензия). // Журнал «Православная мысль». — 1928. — № 1. — С. 317—347
- Карл Маркс как религиозный тип (Его отношение к религии человекобожия Л. Фейербаха), Москва, 1906.; Варшава, 1929.
- Интеллигенция и религия // Русская мысль. — М., 1908. Кн. 3. — c. 98.
- Героизм и подвижничество. (Из размышлений о религиозной природе русской интеллигенции) (Статья из сборника «Вехи», Москва.- 1909)
- Два града. М., 1911. — 313 с.
- Судьба Израиля как крест Богоматери
- Русская трагедия ("О «Бесах» Достоевского), Москва, 1914.
- Сион, Москва, 1915.
- «Свет невечерний». Созерцания и умозрения Москва, «Путь», 1917. — 417 с.
- «На пиру богов». Pro и contra. Современные диалоги. Статья из сборника «Из глубины», Москва-Петроград, 1918.
- Апокалипсис Иоанна Ymca-Press, 1948. — 353 с.
- Апокатастасис и теодицея
- Жребий Пушкина
- Моцарт и Сальери
- Очерки учения православной церкви
- Философия хозяйства, Нью-Йорк, 1982—321 с.
- Философия хозяйства (Речь на докторском диспуте), 21 сентября 1912.
- Чехов как мыслитель, 1910.
- «У стен Херсониса» Ялта, 1923.
- Дневник духовный , 1925.
- «Свв. Петр и Иоанн. Два первоапостола» Париж, Ymca-Press, 1926. — 91 с.
- Купина Неопалимая. Опыт догматического истолкования некоторых черт в православном почитании Богоматери — Париж: YMCA-Press, 1927. — 288 с.
- Лествица Иаковля. Об ангелах. Париж, 1929. — 229 с.
- Икона и иконопочитание. — Париж, 1931. — 166 с.
- О чудесах Евангельских — Париж: YMCA-Press, 1932. — 115 с.
- Невеста Агнца — Париж: YMCA-Press, 1945—621 c.
- Радость церковная. Слова и поучения — Париж: 1938. — 98 с.
- Гонения на Израиль (Догматический очерк), 1942
- О церковной иерархии
- Церковь и культура, 1906.
- Una Sancta (Основания экуменизма) // Путь. — 1938. — № 58. — С. 3-14.
- Ответ В. П. Соколову, 1914.
- Слово в день Рождества Христова, 25 декабря 1934 г. (7 января 1935 г.), Сергиевские листки. Paris. 1935.
- «Вода скачущая в жизнь вечную». Слово в Навечерие Богоявления, Сергиевские листки. Paris. 1935.
- Православие — Париж: YMCA-Press, 1965. — 403 с.
- Философия Имени — Париж: YMCA-Press, 1953. — 278 с.
- Агнец Божий — Париж: YMCA-Press, 1933. — 468 с.
- Агнец Божий (Автореферат)// Путь. — 1933. — № 41. — С. 101—105.
- Утешитель. О Богочеловечестве. часть II Париж: YMCA-Press, 1936. — 447 с.
- Утешитель. О Богочеловечестве. часть II (Автореферат)// Путь. — 1936. — № 50. — С. 66-69.
- «Отрицательное богословие» — Вопросы философии и психологии. — М., 1915. — Год XXVI, кн. 126 (I). — стр. 1-86; Год XXVI, кн. 128 (III). — стр. 244—291.
- Друг Жениха (Іо. 3, 28-30). О православном почитании Предтечи — Париж: YMCA-Press, 1927. — 276 с.
- О Царстве Божием// Путь. — 1928. — № 11. — С. 3-30.
- О Frank Gavin// Путь. — 1958. — № 56. — С. 63-65.
- Епископ Вальтер Фрир (in memoriam)// Путь. — 1958. — № 56. — С. 66-68.
- Благодатные заветы преп. Сергия русскому богословствованию// Путь. — 1926. — № 5. — С. 3-19.
- Г. В. Вильямс// Путь. — 1928. — № 14. — С. 108—110.
- Душа социализма I// Новый Град. — 1931. — № 1. — С. 49-58.
- Душа социализма II// Новый Град. — 1932. — № 3. — С. 33-45.
- Душа социализма III// Новый Град. — 1933. — № 7. — С. 35-43.
- Евхаристический догмат.// Путь. — 1928. — № 20. — С. 3-46; 1930. — № 21. — С. 3-33.
- Жребий Пушкина// Новый Град. — 1937. — № 12. — С. 19-47.
- Иерархия и таинства// Путь. — 1935. — № 49. — С. 23-47.
- Иуда Искариот Апостол-Предатель// Путь. — 1931. — № 26. — С. 3-60.; № 27. — С 3-42.
- К вопросу о дисциплине покаяния и причащения// Путь. — 1929. — № 19. — С. 70-78.
- Лозаннская конференция и папская энциклика// Путь. — 1928. — № 13. — С. 71-82.
- На путях догмы// Путь. — 1933. — № 37. — С. 3-35.
- Нация и человечество// Новый Град. — 1934. — № 8. — С. 28-38.
- Очерки учения о церкви// Путь. — 1925. — № 1. — С. 53-78.
- Очерки учения о Церкви. Обладает ли православие внешним авторитетом догматической непогрешимости// Путь. — 1926. — № 2. — С. 47-58.
- Очерки учения о церкви. Церковь и инославие// Путь. — 1926. — № 4. — С. 3-26.
- Очерки учения о церкви. IV. О ватиканском догмате// Путь. — 1929. — № 15. — С. 39-80; № 16. — С. 19-48
- Письмо профес. Ганса Эренберга прот. С. Булгакову о православии и протестантизме и ответ прот. С. Булгакова// Путь. — 1926. — № 5. — С. 87-92.
- Православие и социализм (письмо в редакцию)// Путь. — 1930. — № 20. — С. 93-95.
- «Святой Грааль» (Опыт догматической экзегезы Иο. XIX 34)// Путь. — 1932. — № 32. — С. 3-42.
- При реке Ховаре// Путь. — 1935. — № 47. — С. 66-70.
- Проблема «условного бессмертия» (Из введения в эсхатологию)// Путь. — 1936—1937. — № 52. — С. 3-23; № 53. — С. 3-19.
- Докладная записка митрополиту Евлогию проф. прот. Сергия Булгакова по поводу определения Архиепископского собора в Карловцах относительно учения о Софии Премудрости Божией. — Paris: YMCA-press, 1936. — 24 с.
- Автобиографические заметки. — Париж, 1948; 1990.
- Апокалиптика и социализм// Два града. Исследования о природе общественных идеалов. — СПб.: Изд-во РГХИ, 1997 — с. 207—247.
- О моих похоронах.// Православная мысль. — 1951. — № 8. — С. 9
- Христианство и еврейский вопрос. — Париж, 1991.
- Философия хозяйства / Отв. ред. О. Платонов. — М.: Институт русской цивилизации, 2009. — 464 с. ISBN 978-5-902725-20-6
- Булгаков С.Н. Путь Парижского богословия. — Москва: Храм св.муч. Татианы при МГУ, 2007. — 560 с. — ISBN 978-5901836248.
- Булгаков С.Н. Малая трилогия. — Москва: Общедоступный Православный Университет, 2008. — 576 с. — ISBN 978-5875072857.
- Письмо прот. Сергия Булгакова иеромонаху Афанасию (Петрову) (Подготовка текста, примечания К. Ю. Бурмистров, А. П. Козырев) // Вестник Православного Свято-Тихоновского гуманитарного университета. Серия 1: Богословие. Философия. Религиоведение. 2012. Вып. 6 (44), стр. 71-77

## Память
- Именем С. Н. Булгакова названа площадь в Ливнах
- С 1996 года в городе Ливны существует Лицей имени С. Н. Булгакова